# The Curse of Blondie
The Curse of Blondie (La maldición de Blondie) es el octavo álbum de estudio de la banda estadounidense Blondie, publicado el 13 de octubre de 2003 por Sanctuary Records en los Estados Unidos y por Epic Records en el Reino Unido. El disco se ubicó en la posición No. 36 en las listas de éxitos del Reino Unido y No. 160 en Estados Unidos.
Su recepción crítica fue polarizada, con algunos medios considerándolo un álbum excelente (Uncut, Entertainment Weekly) y otros llamándolo una caída para la banda (Rolling Stone). Generalmente se destacó la composición de las canciones y la voz de Harry. Para promocionar el álbum, la banda se embarcó en la gira Phasm 8 Tour 2003-2004, con la cual visitaron Asia, Europa, las tres Américas y Oceanía en más de 160 recitales. El único sencillo fue "Good Boys", que se convirtió en un hit dance y llegó al No. 12 en las listas de Reino Unido. Una presentación televisiva en Live by Request fue lanzada como CD y DVD como parte de la promoción del álbum.

## Lista de canciones
| N.º | Título                             | Música                      | Duración |  |
| 1.  | «Shakedown»                        | Chris Stein                 | 5:05     |  |
| 2.  | «Good Boys»                        | Griffin                     | 4:18     |  |
| 3.  | «Undone»                           | Craig Bartock / John Vitale | 4:28     |  |
| 4.  | «Golden Rod»                       | Leigh Foxx                  | 5:23     |  |
| 5.  | «Rules for Living»                 | Destri                      | 5:12     |  |
| 6.  | «Background Melody (The Only One)» | Destri / Harry              | 3:54     |  |
| 7.  | «Magic (Asadoya Yunta)»            | Tradicional                 | 4:05     |  |
| 8.  | «End to End»                       | Stein                       | 3:59     |  |
| 9.  | «Hello Joe»                        | Stein                       | 4:06     |  |
| 10. | «The Tingler»                      | Stein                       | 3:52     |  |
| 11. | «Last One in the World»            | Destri                      | 4:31     |  |
| 12. | «Diamond Bridge»                   | Destri                      | 4:07     |  |
| 13. | «Desire Brings Me Back»            | Gretchen Langheld           | 5:31     |  |
| 14. | «Songs of Love»                    | Langheld                    | 6:43     |  |